# CFR Cluj în sezonul 2012-2013

### Echipă
| Nr. |            | Poziție | Jucător                        |
| --- | ---------- | ------- | ------------------------------ |
| 1   | Portugalia | P       | Mario Felgueiras               |
| 44  | România    | P       | Eduard Stăncioiu               |
| 32  | România    | P       | Mihai Mincă                    |
| 61  | România    | P       | Cristian Man                   |
| 98  | Portugalia | P       | Nuno Claro                     |
| 3   | Portugalia | F       | Ivo Pinto                      |
| 4   | România    | F       | Cristian Panin (vice-căpitan)  |
| 13  | Italia     | F       | Felice Piccolo                 |
| 20  | Portugalia | F       | Cadú (căpitan)                 |
| 12  | România    | F       | Vasile Maftei                  |
| 8   | România    | F       | Laszlo Sepsi                   |
| 24  | România    | F       | Ionuț Rada                     |
| 45  | Portugalia | F       | Mario Camora                   |
| 55  | Portugalia | F       | Nuno Diego                     |
| 83  | Uruguay    | M       | Juan Carlos Martínez           |
| 18  | Ungaria    | M       | Adam Vass                      |
| 5   | Belgia     | M       | Bakary Saré                    |
| 6   | România    | M       | Gabriel Mureșan (vice-căpitan) |
| 7   | România    | M       | Ciprian Deac                   |

| Nr. |             | Poziție | Jucător             |
| --- | ----------- | ------- | ------------------- |
| 15  | Angola      | M       | Kisoka Kivuvu       |
| 11  | România     | M       | Viorel Nicoară      |
| 16  | Brazilia    | M       | Rafael Bastos       |
| 22  | România     | M       | Ioan Hora           |
| 23  | Franța      | M       | Nicolas Godemèche   |
| 25  | Brazilia    | M       | Luís Alberto        |
| 26  | Capul Verde | M       | Celestino           |
| 28  | Italia      | M       | Matteo Lignani      |
| 31  | Uruguay     | M       | Matías Aguirregaray |
| 63  | Ghana       | M       | Adofo Godfred       |
| 10  | Portugalia  | M       | Diogo Valente       |
| 9   | Grecia      | A       | Pantelis Kapetanos  |
| 19  | Croația     | A       | Saša Bjelanović     |
| 17  | România     | A       | Buș Sergiu          |
| 62  | România     | A       | Păun Alexandru      |
| 27  | Brazilia    | A       | Ronny               |
| 30  | Portugalia  | A       | Rui Pedro           |
| 88  | România     | A       | Liviu Ganea         |
| 99  | Senegal     | A       | Modou Sougou        |

## Competiții
În sezonul 2012-2013 CFR Cluj este angrenată in trei competiții Liga I, Cupa României și Champions League. 

### Cupa României
| 26 septembrie 201216-imi | ACS Berceni | 0 – 2 | CFR Cluj                    | Berceni                                 |  |
| 19:00                    |             |       | 76' 90' Matías Aguirregaray | Stadion: Comunal Arbitru: Teodor Dragoș |  |

| 31 octombrie 2012Optimi de finală | CFR Cluj                             | 2 – 0 | Botoșani | Cluj Napoca                                                                                  |  |
| 118:45                            | 57' Saša Bjelanović 90' Luís Alberto |       |          | Stadion: Dr. Constantin Rădulescu (Cluj-Napoca) Spectatori: 3000 Arbitru: Crăciunescu Teodor |  |

| 28 noiembrie 2012Sferturi de finală | CFR Cluj                               | 2 – 1 | Dinamo    | Cluj Napoca                                                                 |  |
| 20:30                               | 66' Rafael Bastos 100' Gabriel Mureșan |       | 62' Alexa | Stadion: Dr. Constantin Rădulescu (Cluj-Napoca) Arbitru: Colțescu Sebastian |  |

| 21 iulie 2012Etapa 1 | CFR Cluj               | 1 – 1 | Gaz Metan             | Cluj Napoca                                                                                  |  |
| 21:30                | 60' Pantelis Kapetanos |       | 28' Ciprian Vasilache | Stadion: Dr. Constantin Rădulescu - Cluj Napoca Spectatori: 7000 Arbitru: Sebastian Colțescu |  |

| 27 iulie 2012Etapa 2 | FC Ceahlăul Piatra Neamț                 | 2 – 2 | CFR Cluj                    | Piatra Neamț                                                                                  |  |
| 21:30                | 20' Pantelis Kapetanos 77' Vasile Maftei |       | 28' A. Ichim 66' N. Tolimir | Stadion: Stadionul Municipal Ceahlăul (Piatra Neamț) Spectatori: 2000 Arbitru: Dragoș Istrate |  |

| Competiție    | Prima etapă   | Poziție / rundă | Poziție finală / rundă | Primul meci | Ultimul meci |
| ------------- | ------------- | --------------- | ---------------------- | ----------- | ------------ |
| Liga I        | —             | —               | —                      | —           | —            |
| Cupa României | Șaisprezecimi | —               | —                      | —           | —            |
| Europa League | Play-off      | —               | —                      | —           | —            |

### Liga I

#### Clasament
Acesta este clasamentul actualizat la data de 27 noiembrie 2012. Actualizează
| Poz | Echipa             | MJ | V  | E | Î  | GM | GP | G   | Pct           | Promovare sau retrogradare            |
| --- | ------------------ | -- | -- | - | -- | -- | -- | --- | ------------- | ------------------------------------- |
| 1   | Steaua             | 17 | 13 | 2 | 2  | 38 | 15 | +23 | 41            | Liga Campionilor 2013-14 - turul doi  |
| 2   | Astra              | 17 | 10 | 4 | 3  | 36 | 19 | +17 | 34            | Europa League 2013-14 - prima rundă   |
| 3   | Pandurii           | 17 | 10 | 3 | 4  | 28 | 23 | +5  | 33            | Europa League 2013-14 - runda a II-a  |
| 4   | Vaslui             | 17 | 9  | 4 | 4  | 29 | 18 | +11 | 31            |                                       |
| 5   | CFR Cluj           | 17 | 8  | 4 | 5  | 33 | 21 | +12 | 28            |                                       |
| 6   | Petrolul           | 17 | 7  | 6 | 4  | 25 | 17 | +8  | 27            |                                       |
| 7   | Dinamo             | 17 | 7  | 5 | 5  | 25 | 20 | +5  | 26            |                                       |
| 8   | Rapid              | 17 | 7  | 5 | 5  | 19 | 18 | +1  | 26            |                                       |
| 9   | Brașov             | 17 | 6  | 5 | 6  | 22 | 24 | −2  | 23            |                                       |
| 10  | Concordia          | 17 | 6  | 5 | 6  | 17 | 21 | −4  | 23            |                                       |
| 11  | Viitorul           | 17 | 4  | 8 | 5  | 20 | 21 | −1  | 20            |                                       |
| 12  | Gaz Metan          | 17 | 5  | 4 | 8  | 17 | 25 | −8  | 19            |                                       |
| 13  | Ceahlăul           | 17 | 5  | 4 | 8  | 21 | 30 | −9  | 19            |                                       |
| 14  | Oțelul             | 17 | 4  | 7 | 6  | 20 | 22 | −2  | 19 - 2 puncte |                                       |
| 15  | Universitatea Cluj | 17 | 4  | 3 | 10 | 17 | 33 | −16 | 15            | Retrogradare în Liga a II-a 2013–2014 |
| 16  | Iași               | 17 | 4  | 2 | 11 | 14 | 24 | −10 | 14            | Retrogradare în Liga a II-a 2013–2014 |
| 17  | Gloria Bistrița    | 17 | 2  | 5 | 10 | 13 | 32 | −19 | 11            | Retrogradare în Liga a II-a 2013–2014 |
| 18  | CS Turnu Severin   | 17 | 1  | 6 | 10 | 14 | 25 | −11 | 9             | Retrogradare în Liga a II-a 2013–2014 |

Sursa: iulie 2012
Reguli de clasare: 
1) puncte; 2) diferența de goluri; 3) goluri marcate.
POZ = Poziția în clasament; (C) = Campioană; (R) = Retrogradată; (P) = Promovată; (E) = Eliminată; (O) = Câștigătoare de play-off; (A) = Avansează în runda următoare. 
Aplicabil doar când sezonul nu este terminat: 
(Q) = Calificare în faza competiției indicată; (TQ) = Calificare în competiție, dar încă nu în faza indicată; (RQ) = Calificată în competiția de retrogradare indicată; (DQ) = Descalificată din competiție.

|}

Ultima actualizare: 22 august
Sursa: liga1 ro
Reguli de clasare: 
1st points; 2nd head-to-head points; 3rd head-to-head goal difference; 4th head-to-head goals scored; 5th overall goal difference; 6th overall goals scored.
POZ = Poziția în clasament; (C) = Campioană; (R) = Retrogradată; (P) = Promovată; (E) = Eliminată; (O) = Câștigătoare de play-off; (A) = Avansează în runda următoare. 
Aplicabil doar când sezonul nu este terminat: 
(Q) = Calificare în faza competiției indicată; (TQ) = Calificare în competiție, dar încă nu în faza indicată; (RQ) = Calificată în competiția de retrogradare indicată; (DQ) = Descalificată din competiție.

3

#### Rezultate în fiecare etapă
| Etapă    | 01 | 02 | 03 | 04 | 05 | 06 | 07 | 08 | 09 | 10 | 11 | 12 | 13 | 14 | 15 | 16 | 17 | 18 | 19 | 20 | 21 | 22 | 23 | 24 | 25 | 26 | 27 | 28 | 29 | 30 | 31 | 32 | 33 | 34 |
| -------- | -- | -- | -- | -- | -- | -- | -- | -- | -- | -- | -- | -- | -- | -- | -- | -- | -- | -- | -- | -- | -- | -- | -- | -- | -- | -- | -- | -- | -- | -- | -- | -- | -- | -- |
| Teren    | A  | D  | A  | D  | A  | D  | A  | D  | D  | A  | D  | A  | D  | A  | D  | A  | D  |    |    |    |    |    |    |    |    |    |    |    |    |    |    |    |    |    |
| Rezultat | E  | E  | V  | V  | E  | Î  | E  | V  | Î  | V  | Î  | Î  | V  | V  | V  | Î  | V  |    |    |    |    |    |    |    |    |    |    |    |    |    |    |    |    |    |
| Loc      | 11 | 10 | 5  | 3  | 3  | 6  | 7  | 5  | 8  | 6  | 7  | 10 | 7  | 6  | 5  | 6  | 5  |    |    |    |    |    |    |    |    |    |    |    |    |    |    |    |    |    |

Ultima actualizare: 01 decembrie 2012 (UTC)).
Notă: Meciuri

Teren: A = Acasă; D = Deplasare. Rezultat: E = Egal; Î = Înfrângere; V = Victorie; Am. = Amânat.

#### Puncte pe adversari
| Echipă                   | Rezultate | Rezultate | Puncte |
| Echipă                   | Acasă     | Deplasare | Puncte |
| ------------------------ | --------- | --------- | ------ |
| CSMS Iași                | 2-2       |           | 1      |
| FC Brașov                | 5-0       |           | 3      |
| Viitorul Constanța       | 0-1       |           | 0      |
| Gaz Metan Mediaș         | 1-1       |           | 1      |
| Gloria Bistrița          | 5-1       |           | 3      |
| Oțelul Galați            |           | 1-2       | 3      |
| Pandurii Târgu Jiu       |           | 2-1       | 0      |
| Rapid București          |           | 3-2       | 0      |
| CS Turnu Severin         |           | 1-3       | 3      |
| Steaua București         |           | 1-0       | 0      |
| FC Astra Giurgiu         | 0-2       |           | 0      |
| CS Concordia Chiajna     |           | 1-2       | 3      |
| Dinamo București         |           | 0-1       | 3      |
| Universitatea Cluj       |           | 1-2       | 3      |
| FC Petrolul Ploiești     | 2-2       |           | 1      |
| FC Vaslui                | 3-0       |           | 3      |
| FC Ceahlăul Piatra Neamț |           | 2-2       | 1      |

Source: 
Source: 

## Champions League
Runda a treia
| CFR Cluj        | 1–0    | Slovan Liberec |
| --------------- | ------ | -------------- |
| Cadú 53' (pen.) | Report |                |

| Slovan Liberec | 1–2    | CFR Cluj                     |
| -------------- | ------ | ---------------------------- |
| Šural 58'      | Report | Kapetanos 45+1' Sougou 90+4' |

CFR Cluj a câștigat cu scorul final de 3–1
Play-off
| Basel        | 1–2    | CFR Cluj        |
| ------------ | ------ | --------------- |
| Streller 44' | Report | Sougou 66', 71' |

| CFR Cluj      | 1–0    | Basel |
| ------------- | ------ | ----- |
| Kapetanos 20' | Report |       |

CFR Cluj a câștigat cu scorul final de 3–1

### Grupa H
| Poz | Echipa                 | MJ | V | E | Î | GM | GP | G  | Pct | Promovare sau retrogradare |
| --- | ---------------------- | -- | - | - | - | -- | -- | -- | --- | -------------------------- |
| 1   | Manchester United F.C. | 6  | 4 | 0 | 2 | 9  | 6  | +3 | 12  |                            |
| 2   | Galatasaray S.K.       | 6  | 3 | 1 | 2 | 7  | 6  | +1 | 10  |                            |
| 2   | CFR Cluj               | 6  | 3 | 1 | 2 | 9  | 7  | +2 | 10  |                            |
| 2   | Braga                  | 6  | 1 | 0 | 5 | 7  | 13 | −6 | 3   |                            |

| Braga | 0–2    | CFR Cluj        |
| ----- | ------ | --------------- |
|       | Report | Bastos 19', 34' |

| CFR Cluj      | 1–2    | Manchester United   |
| ------------- | ------ | ------------------- |
| Kapetanos 14' | Report | van Persie 29', 49' |

| Galatasaray | 1–1    | CFR Cluj           |
| ----------- | ------ | ------------------ |
| Yılmaz 77'  | Report | Nounkeu 19' (o.g.) |

| CFR Cluj   | 1–3    | Galatasaray          |
| ---------- | ------ | -------------------- |
| Sougou 53' | Report | Yılmaz 18', 61', 74' |

| CFR Cluj              | 3–1    | Braga    |
| --------------------- | ------ | -------- |
| R. Pedro 7', 15', 33' | Report | Alan 17' |

| Manchester United | 0–1    | CFR Cluj         |
| ----------------- | ------ | ---------------- |
|                   | Report | Luís Alberto 56' |

Jucătorii care au jucat în meciul împotriva lui Manchester United
Considerând un sistem 4-4-2 
|                     |  |                          |  |
|                     |  |                          |  |
| Matías Aguirregaray |  | 71' Rui Pedro 71'        |  |
| Vasile Maftei       |  | 78' Rafael Bastos 78'    |  |
| Pantelis Kapetanos  |  | 90+2' Modou Sougou 90+2' |  |

## Europa League
| Internazionale   | 2–0    | CFR Cluj |
| ---------------- | ------ | -------- |
| Palacio 20', 87' | Report |          |

## Tabel cu meciurile din cupele europene în sezonul 2012 - 2013
| Număr tricou | Nume jucător        | Număr de meciuri europene | Număr de goluri |
| ------------ | ------------------- | ------------------------- | --------------- |
| 1            | Mário Felgueiras    | 10                        |                 |
| 3            | Ivo Pinto           | 10                        |                 |
| 6            | Gabriel Mureșan     | 10                        |                 |
| 13           | Felice Piccolo      | 4                         |                 |
| 16           | Rafael Bastos       | 10                        |                 |
| 20           | Cadú                | 10                        |                 |
| 24           | Ionuț Rada          | 9                         |                 |
| 25           | Luís Alberto        | 6                         |                 |
| 30           | Rui Pedro           |                           |                 |
| 45           | Camora              |                           |                 |
| 99           | Modou Sougou        |                           |                 |
| 44           | Eduard Stăncioiu    |                           |                 |
| 8            | László Sepsi        |                           |                 |
| 9            | Pantelis Kapetanos  | 10                        |                 |
| 12           | Vasile Maftei       |                           |                 |
| 19           | Saša Bjelanović     | 2                         |                 |
| 23           | Nicolas Godemèche   |                           |                 |
| 31           | Matías Aguirregaray |                           |                 |

| Număr tricou | Nume jucător        | Liberec A | Liberec D   | Basel D | Basel A | Braga D | Man. United A | Galatasaray D | Galatasaray A | Braga A | Man. United D |
| ------------ | ------------------- | --------- | ----------- | ------- | ------- | ------- | ------------- | ------------- | ------------- | ------- | ------------- |
| 1            | Mário Felgueiras    | 1         | 1           | 1       | 1       | 1       | 1             | 1             | 1             | 1       | 1             |
| 3            | Ivo Pinto           | 1         | 1           | 1       | 1       | 1       | 1             | 1             | 1             | 1       | 1             |
| 6            | Gabriel Mureșan     | 1         | 1           | 1       | 1       | 1       | 1             | 1             | 1             | 1       | 1             |
| 13           | Felice Piccolo      |           |             |         |         |         |               | 1             | 1             | 1       | 1             |
| 16           | Rafael Bastos       | 1         | 1           | 1       | 1       | 1       | 1             | 1             | 1             | 1       | 1             |
| 20           | Cadú                | 1         | 1           | 1       | 1       | 1       | 1             | 1             | 1             | 1       | 1             |
| 24           | Ionuț Rada          | 1         | 1           | 1       | 1       | 1       | 1             | 1             |               | 1       | 1             |
| 25           | Luís Alberto        |           |             |         |         | 1       | 1             | 1             | 1             | 1       | 1             |
| 30           | Rui Pedro           |           |             | 1       | 1       | 1       |               |               |               | 1       | 1             |
| 45           | Camora              | 1         | 1           | 1       | 1       | 1       | 1             | 1             | 1             | 1       | 1             |
| 99           | Modou Sougou        | 1         | 1           | 1       | 1       | 1       | 1             |               | 1             | 1       | 1             |
| 8            | László Sepsi        |           | 1 1 1 1     |         |         |         |               |               |               |         |               |
| 9            | Pantelis Kapetanos  | 1         | 1           | 1       | 1       | 1       | 1             | 1             | 1             | 1       | 1             |
| 12           | Vasile Maftei       |           |             |         |         |         |               |               |               |         | 1             |
| 23           | Nicolas Godemèche   |           | 1 1 1 1 1 1 |         |         |         |               |               |               |         |               |
| 31           | Matías Aguirregaray |           | 1 1 1 1 1   |         |         |         |               |               |               |         |               |
| 7            | Ciprian Deac        | 1         |             |         |         |         |               |               |               |         |               |
| 18           | Adam Vass           | 1         | 1           |         |         |         |               |               |               |         |               |
| 5            | Bakary Sare         | 1         | 1 1 1       |         |         |         |               |               |               |         |               |
| 10           | Diogo Valente       | 1         | 1 1         |         |         |         |               |               |               |         |               |
| 66           | Edimar              | 1         | 1           |         |         |         |               |               |               |         |               |
| 11           | Viorel Nicoară      |           | 1 1 1 1 1   |         |         |         |               |               |               |         |               |
| 27           | Ronny               |           | 1           | 1       |         |         |               |               |               |         |               |
| 19           | Saša Bjelanović     |           |             |         |         |         | 1             |               | 1             |         |               |

Staff administrativ 

Iuliu Mureșan - Președinte 

Ștefan Gadola - Vicepreședinte 

Răzvan Zamfir - Director executiv 

Alexandru Matei - Director sportiv 

Florin Popicu – Secretar general 

Iustin Balaj - Secretar sportiv 

Octavian Mezei - Director adjunct administrativ 

Ioan Pop - Administrator baze sportive 

Augustin Goga - Responsabil securitate 

Mihai Pop - Director relații internaționale 

Tudor Pop - Director marketing & media 

Andrea Cantor – Responsabil website & acreditări 

Centrul de copii și juniori 

Vasile Gheorghe - Director programe 

Dan Olar - Organizator competiții 

Tiberiu Răcășan - Medic 

Adriana Bercea - Asistent medical 